# Krisztián Veréb
Krisztián Veréb (Miskolc, 27 de julho de 1974 – 24 de outubro de 2020) foi um canoísta húngaro especialista em provas de velocidade.

## Carreira
Foi vencedor da medalha de bronze em K-2 1000 m em Sydney 2000, junto com o seu colega de equipa Krisztián Bártfai.

## Morte
Veréb morreu em 24 de outubro de 2020, aos 43 anos, em um acidente de trânsito.